# Atrichum polycarpum
Atrichum polycarpum är en bladmossart som beskrevs av Mitten 1869. Atrichum polycarpum ingår i släktet sågmossor, och familjen Polytrichaceae. Inga underarter finns listade i Catalogue of Life.